# Perfil IPE
El perfil IPE es un producto laminado cuya sección normalizada tiene forma de doble T también llamado I y con el espesor denominado Europeo. Las caras exteriores e interiores de las alas son paralelas entre sí y perpendiculares al alma, y así las alas tienen espesor constante (principal diferencia con respecto al perfil IPN).
Las uniones entre las caras del alma y las caras interiores de las alas son redondeadas. Las alas tienen el borde con aristas exteriores e interiores vivas. La relación entre la anchura de las alas y la altura del perfil se mantiene menor que 0,66.
- Datos: Q11698931